# DDR-Badmintonmeisterschaft 1979
Die DDR-Badmintonmeisterschaft 1979 fand vom 19. bis zum 20. Mai 1979 in Leipzig statt. Es war die 19. Austragung der Titelkämpfe.

## Medaillengewinner
| Disziplin    | Gold                                                                         | Silber                                                                    | Bronze                                                               |
| ------------ | ---------------------------------------------------------------------------- | ------------------------------------------------------------------------- | -------------------------------------------------------------------- |
| Herreneinzel | Edgar Michalowski (Einheit Greifswald)                                       | Erfried Michalowsky (Einheit Greifswald)                                  | Joachim Schimpke (Fortschritt Tröbitz)                               |
| Herreneinzel | Edgar Michalowski (Einheit Greifswald)                                       | Erfried Michalowsky (Einheit Greifswald)                                  | Roland Riese (Fortschritt Tröbitz)                                   |
| Dameneinzel  | Monika Cassens (HSG Lok HfV Dresden)                                         | Ilona Michalowsky (Einheit Greifswald)                                    | Angela Michalowski (Einheit Greifswald)                              |
| Dameneinzel  | Monika Cassens (HSG Lok HfV Dresden)                                         | Ilona Michalowsky (Einheit Greifswald)                                    | Christel Sommer (HSG DHfK Leipzig)                                   |
| Herrendoppel | Erfried Michalowsky Edgar Michalowski (Einheit Greifswald)                   | Michael Franz Joachim Schimpke (Einheit Greifswald / Fortschritt Tröbitz) | Jürgen Richter Roland Riese (HSG DHfK Leipzig / Fortschritt Tröbitz) |
| Herrendoppel | Erfried Michalowsky Edgar Michalowski (Einheit Greifswald)                   | Michael Franz Joachim Schimpke (Einheit Greifswald / Fortschritt Tröbitz) | Matthias Röder Gerd Pigola (HSG DHfK Leipzig)                        |
| Damendoppel  | Monika Cassens Angela Michalowski (HSG Lok HfV Dresden / Einheit Greifswald) | Christine Zierath Ilona Michalowsky (Einheit Greifswald)                  | Petra Michalowsky Birgit Kämmer (Einheit Greifswald)                 |
| Damendoppel  | Monika Cassens Angela Michalowski (HSG Lok HfV Dresden / Einheit Greifswald) | Christine Zierath Ilona Michalowsky (Einheit Greifswald)                  | Carmen Ober Christine Ober (Fortschritt Tröbitz)                     |
| Mixed        | Edgar Michalowski Monika Cassens (Einheit Greifswald / HSG Lok HfV Dresden)  | Erfried Michalowsky Angela Michalowski (Einheit Greifswald)               | Reinhard Schille Karin Hahndorf (Lok Magdeburg)                      |
| Mixed        | Edgar Michalowski Monika Cassens (Einheit Greifswald / HSG Lok HfV Dresden)  | Erfried Michalowsky Angela Michalowski (Einheit Greifswald)               | Michael Franz Ilona Michalowsky (Einheit Greifswald)                 |